# Ralph Abraham
Ralph H. Abraham (Burlington, Vermont, 1936. július 4. – 2024. szeptember 19.) amerikai matematikus. Santa Cruzban a Kaliforniai Egyetem matematika karának tagja volt 1968-tól.

## Életpályája
A PhD fokozatát a University of Michigan-en szerezte meg 1960-ban. Témavezetője Nathan Coburn volt. Disszertációjának címe: Discontinuities in General Relativity. A Kaliforniai Egyetemen Berkeleyben, a Columbia Egyetemen és a Princetoni Egyetemen is dolgozott, valamint Amszterdamban, Párizsban, Warwickben, Barcelonában, Bázelban és Firenzében volt vendégtanár.
A dinamikai rendszerek kidolgozásában vett részt az 1960-as 1970-es években. A World Futures és az International Journal of Bifurcations and Chaos szerkesztője. 1975-ben megalapította a Visual Math Institute-ot (akkoriban Visual Mathematics Project-nek hívták) a Kaliforniai Egyetemen, Santa Cruzban.
William Irwin Thompson kultúrtörténész Lindisfarne Association nevű társaságának a tagja.

## Publikációi
- Ralph Abrahamtól:
  - Foundations of Mechanics, 2nd edn. 1978 (J. E. Marsdennel)
  - Manifolds, Tensor Analysis, and Applications, 2nd edn. 1982 (J.E. Marsdennel és T. Ratiu)
  - Dynamics, the Geometry of Behavior, 2nd edn. 1992 (C. D. Shaw-val), japánul is
  - Trialogues on the Edge of the West, 1992 (Terence McKennával és Rupert Sheldrake-kel), franciául, hollandul, németül és portugálul is
  - Chaos, Gaia, Eros, 1992, koreaiul is
  - The Web Empowerment Book, 1995 (Frank Jas-szal és Will Russell-lal)
  - Chaos in Discrete Dynamical Systems, 1995 (Laura Gardinival és Christian Mirával)
  - The Evolutionary Mind, 1997 (Terence McKennával és Rupert Sheldrake-kel), németül is
  - The Chaos Avant-garde, 2000 (Yoshisuke Uedával), japánul is
- Egyéb:
  - The Eudaemonic Pie Thomas Bass-szal együtt.